# Western Downs

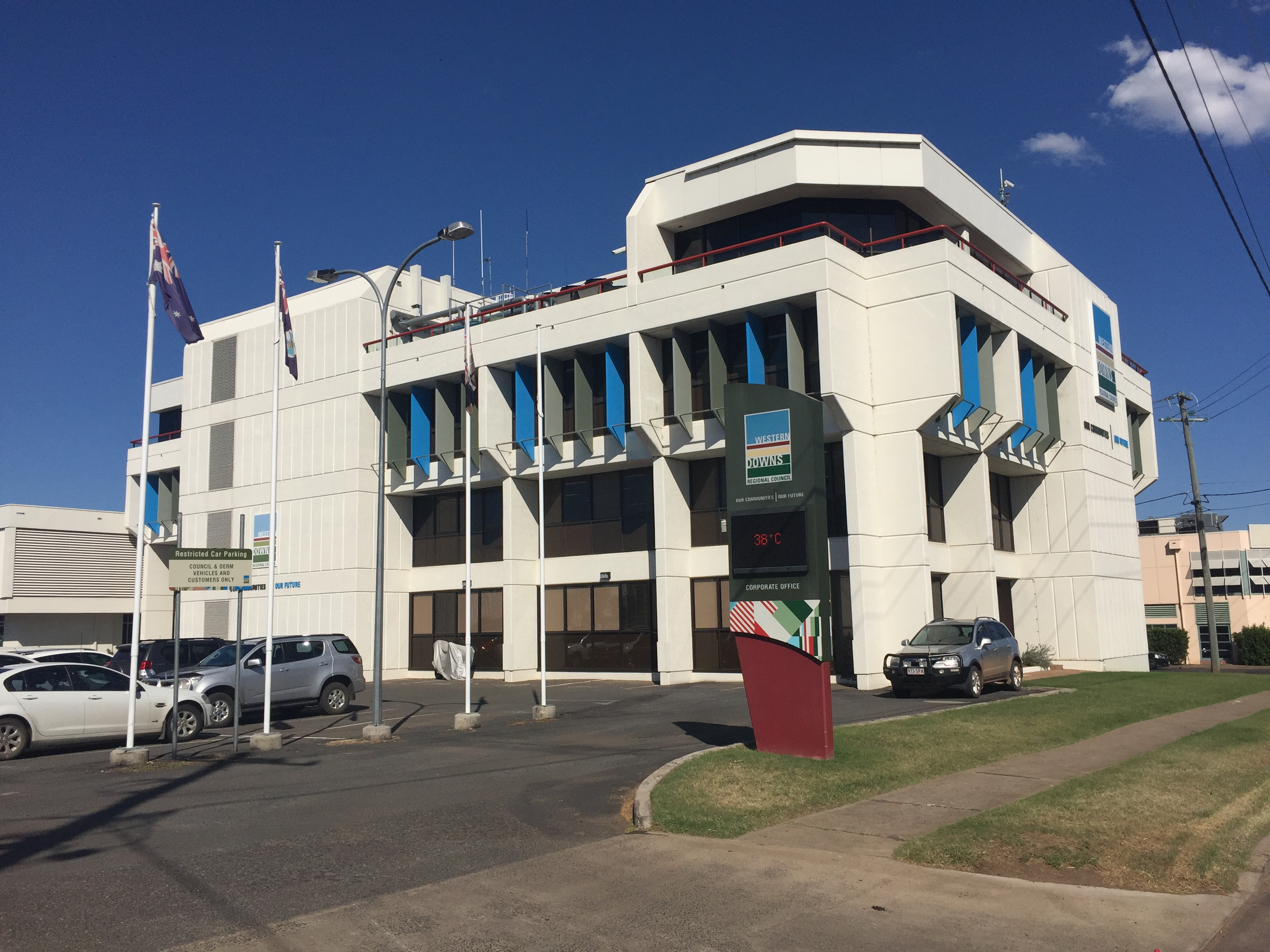
La oficina corporativa actual del Consejo Regional de Western Downs

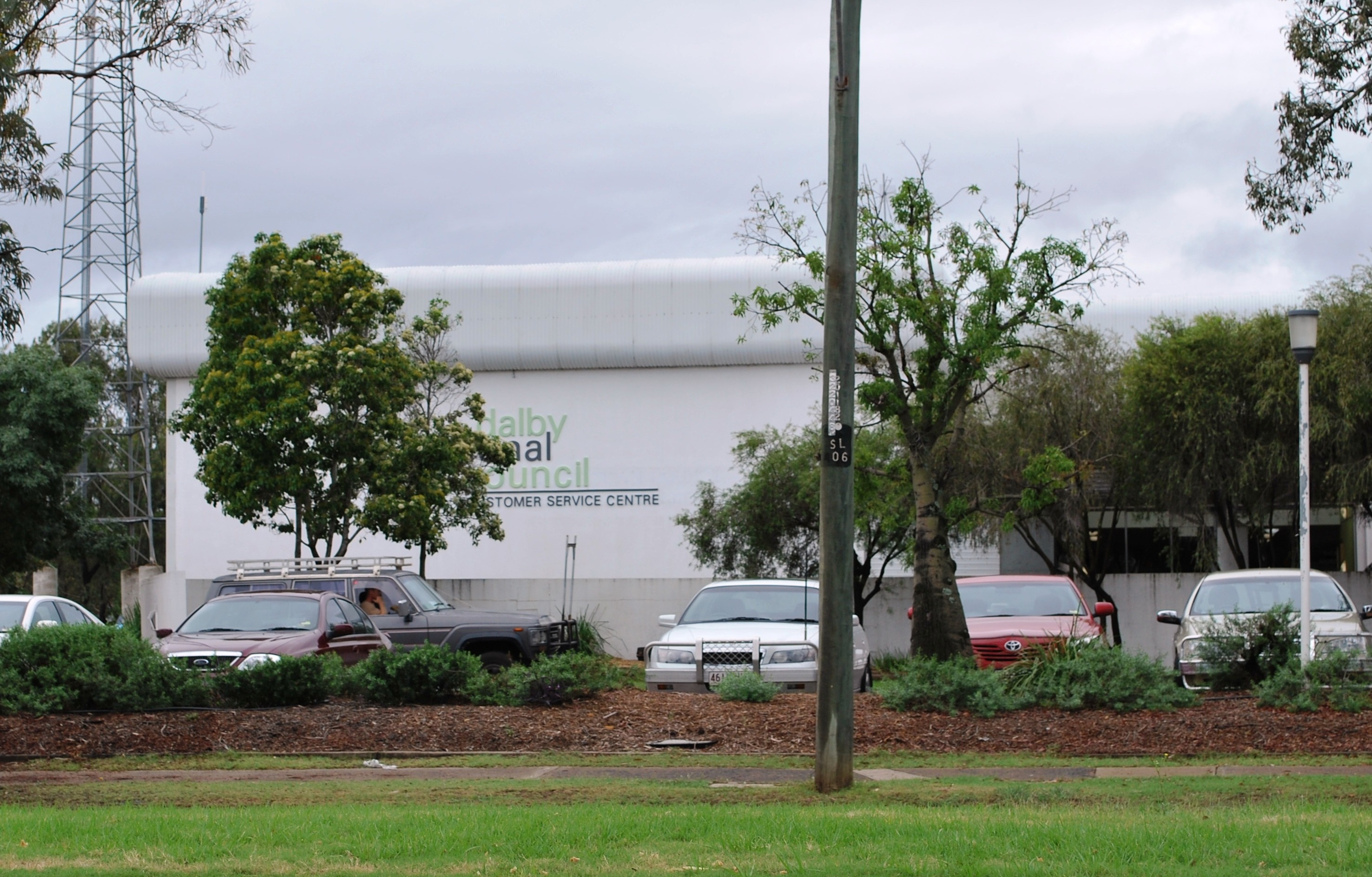
Las antiguas oficinas del Consejo Regional de Dalby. Ahora la ubicación de la Biblioteca Municipal y el Teatro Cívico de Dalby

La región de Western Downs es un área de gobierno local en Queensland, Australia. El Consejo Regional de Western Downs administra un área de 37 937 kilómetros cuadrados (14 647 mi²),  ligeramente más pequeña que Suiza, aunque con una población de 34.467 en junio de 2018, por lo que está 228 veces menos densamente poblada. Está a 270 kilómetros al oeste de Brisbane.
El área alberga tierras agrícolas de primera calidad y, por lo tanto, la agricultura es una industria importante en el área. 
Dalby, la ciudad más grande de la región, alberga los segundos criaderos de ganado más grandes de Australia. Dalby Saleyards procesa más de 200.000 cabezas de ganado al año en sus instalaciones, lo que es comparable a Rockhampton y Casino.
La Oficina Institucional del Consejo Regional de Western Downs está situada en el número 30 de Marble Street, Dalby.
Una curiosidad vinculada con esta región está en que los nominados y nominadas a los premios Óscar reciben, desde 2002, un metro cuadrado de tierra para plantar 20 árboles contribuyendo a la conservación de la fauna y flora australiana.

## Historia
El baranggum (también conocido como Barrunggam, Barunggam Parrungoom, Murrumgama) es una lengua aborigen australiana hablada por el pueblo baranggum. La región lingüística de Baranggum incluye la extensión situada dentro de los límites del gobierno local del Consejo Regional de Western Downs, particularmente Dalby, Tara, Jandowae y el oeste hacia Chinchilla.
La región de Western Downs se creó en marzo de 2008 como resultado del informe de la Comisión de Reforma del Gobierno Local publicado en julio de 2007.
Antes de la fusión de 2008, la nueva región, pertenecía a la región Darling Downs, constaba del área completa de cinco áreas de gobierno local anteriores:
- la ciudad de Dalby;
- la Comarca de Chinchilla;
- la Comarca de Murilla;
- la Comarca de Tara;
- la Comarca de Wambo;
- y División 2 de la Comarca de Taroom.

Originalmente llamada Región de Dalby, en agosto de 2009 se aprobó un cambio de nombre a Western Downs. El cambio de nombre fue recibido positivamente por los residentes, ya que sintieron que el nombre era más incluyente y representativo del conjunto de la región. El nombre "Western Downs" proviene de la frase Darling Downs y, como sugiere el nombre se refiere al área situada al oeste.

## Pueblos y localidades
La región de Western Downs incluye los siguientes asentamientos:
Área de Dalby
- Dalby

Área de Chinchilla:
- Baking Board
- Boonarga
- Brigalow
- Burncluith
- Canaga
- Chances Plain
- Chinchilla
- Crossroads
- Goombi
- Hopeland
- Kogan
- Pelican
- Rywung
- Wychie

Área de Murilla:
- Columboola
- Condamine
- Dalwogon
- Drillham
- Dulacca
- Gurulmundi
- Kowguran
- Miles
- Barramornie
- Bogandilla
- Drillham South
- Glenaubyn
- Hookswood
- Moraby
- Myall Park
- Nangram
- Pine Hills
- Sunnyside
- Yulabilla

Área de Tara:
- Flinton
- Glenmorgan
- Goranba
- Hannaford
- Inglestone
- Meandarra
- Moonie
- Tara
- The Gums
- Weranga
- Westmar

Área de Wambo:
- Bell
- Burra Burri
- Cooranga
- Ducklo
- Irvingdale
- Jandowae
- Jimbour
- Jimbour East
- Jimbour West
- Kaimkillenbun
- Kumbarilla
- Macalister
- Mowbullan
- Nandi
- Pirrinuan
- Roche Creek
- St Ruth
- Tuckerang
- Warra

Área de South Taroom:
- Eurombah1
- Grosmont
- Guluguba
- Wandoan

1 - compartido con la Comarca de Banana

## Bibliotecas
El Consejo Regional de Western Downs gestiona bibliotecas públicas en Bell, Chinchilla, Dalby, Jandowae, Meandarra, Miles, Moonie, Tara y Wandoan.

## Población
| Localidad     | Población | Ubicación                                    |
| ------------- | --------- | -------------------------------------------- |
| Bell          | 544       | 39 km NE de Dalby                            |
| Brigalow      | 404       | 62 km NO de Dalby, 20 km SE de Chinchilla    |
| Chinchilla    | 5,487     | 82 km NO de Dalby                            |
| Condamine     | 426       | 125 km O de Dalby, 59 km SO de Chinchilla    |
| Dalby         | 12,299    | 210 km ONO of Brisbane                       |
| Drillham      | 217       | 148 ONO de Dalby, 66 km O de Chinchilla      |
| Dulacca       | 249       | 170 km ONO de Dalby, 89 km O de Chinchilla   |
| Glenmorgan    | 385       | 173 km O de Dalby, 138 km SO de Chinchilla   |
| Jandowae      | 1,246     | 49 km NNO de Dalby, 56 km E de Chinchilla    |
| Jimbour       | 185       | 26 km N de Dalby, 73 km ESE de Chinchilla    |
| Kaimkillenbun | 566       | 24 km NE de Dalby                            |
| Kogan         | 355       | 53 km ONO de Dalby, 46 km SE de Chinchilla   |
| Miles         | 1854      | 127 km ONO de Dalby, 46 km O de Chinchilla   |
| Moonie        | 253       | 114 km SO de Dalby, 144 km S de Chinchilla   |
| Tara          | 2,211     | 89 km O de Dalby, 70 km S de Chinchilla      |
| The Gums      | 170       | 117 km OSO de Dalby, 96 km SSO de Chinchilla |
| Wandoan       | 665       | 196 km NO de Dalby, 115 km NO de Chinchilla  |
| Warra         | 318       | 46 km NO de Dalby, 36 km SE de Chinchilla    |

* – compartido con la Comarca de Banana

## Alcaldes y concejales

### Alcaldes
- 2008–2016: Ray Brown* [6] [7] [8]
- 2016-presente: Paul McVeigh [9] [10]

### Concejales

#### 2016
Los concejales elegidos en 2016 fueron: 
- Andrew Smith* (2008-presente)
- Carolyn Tillman* (2008-presente)
- Greg Olm (2012-presente)
- Ian Rasmussen (2012-presente)
- Peter Saxelby (2016-presente)
- Kaye Maguire (2016-presente)
- Donna Ashurst (2016-presente)